# Benoît Bréville
Pour les articles homonymes, voir Bréville.
Benoît Bréville, né en 1983, est un historien et journaliste français. Depuis février 2023, il est directeur du Monde diplomatique. Il était auparavant rédacteur en chef du journal depuis 2019.

## Biographie

### Jeunesse et études
Benoît Bréville est docteur en histoire (2011). Il a soutenu une thèse intitulée « Inner city montréalais et banlieue parisienne, politiques et stratégies de lutte contre la pauvreté urbaine : la politique de la ville à Hochelaga-Maisonneuve (Canada) et Saint-Denis (France), années 1960-début des années 2000 », sous la direction (cotutelle) d'Annie Fourcaut et de Paul-André Linteau, à l'université Panthéon-Sorbonne.

### Parcours professionnel
Rédacteur en chef du Monde diplomatique à partir de janvier 2019, il devient directeur de ce journal le 1er février 2023

## Publications
- Les mondes insurgés. Altermanuel d'histoire contemporaine, direction avec Dominique Vidal, Vuibert, 2014
- Manuel d’histoire critique, hors-série, Le Monde diplomatique, 2014